# Gianfranco Rossinovich
Gianfranco Rossinovich (Sesto San Giovanni, 10 novembre 1928 – 17 novembre 2003) è stato un politico e partigiano italiano, eletto nella IV e V legislatura alla Camera dei deputati.

## Biografia
Figlio di un ferroviere veneziano, Spirito, licenziato per sovversione antifascista e costretto a trasferirsi a Sesto San Giovanni dove ottiene un'occupazione, Rossinovich nasce nella provincia milanese, primo di due figli. Entrambi i genitori erano attivisti e frequentavano gruppi clandestini di lotta. Influenzato dall'ambiente sociale che frequenta dalla nascita, dopo la firma dell'Armistizio, licenziato dalla Ercole Marelli dove lavorava come operaio, nel 1943 partecipa adolescente alla lotta di Resistenza in collegamento con le Brigate Garibaldi.
Riassunto al termine della guerra alla Marelli viene nuovamente licenziato per attività sindacale. Iscritto dal 1945 al Partito Comunista Italiana, nel 1950 frequenta la scuola di formazione politica diventando sindacalista e capogruppo PCI nel consiglio comunale di Sesto San Giovanni. Dal 1958 al 1963 fa parte della segreteria provinciale della CGIL milanese.
Viene eletto alla Camera dei deputati alle elezioni politiche del 1963 nella circoscrizione Milano-Pavia, venendo confermato anche a quelle del 1968. Conclude il mandato parlamentare nel 1972.
Negli anni ottanta ricopre il ruolo di amministratore delegato della Aem.
Muore il 17 novembre 2003, una settimana dopo aver compiuto 75 anni.